# دونالد إس. جيلمور
دونالد إس. جيلمور (بالإنجليزية: Donald S. Gilmore)‏ هو مسير أعمال أمريكي، ولد في 7 مارس 1895، وتوفي في 21 ديسمبر 1979.